# Surferosa
Surferosa este o formație de rock din Norvegia, înființată în anul 2000, cunoscută pentru costumele distincte și muzica "electro-pop". Principalul stil muzical este rock-ul cu influențe din punk/New Wave și muzică dance. Sintetizatorul este folosit în multe dintre cântecele trupei, cu Marrian solistă. Grupul este comparat cu altele New Wave cum ar fi Blondie.
Surferosa a devenit popular în Norvegia după ce a câștigat un turneu și un studio de înregistrare într-o competiție între formații numită "So What" (Și ce). A primit multe critici pozitive. Surferosa a avut turnee în Asia, America, Regatul Unit al Marii Britanii și al Irlandei de Nord și Scandinavia. A compus coloana sonoră pentru filmul Bare Bea. Melodia Royal Uniform din albumul The Force(Forța) a fost folosită în coloana sonoră a jocului FIFA 07. Cântecul este folosit și în jocul Singstar pentru Playstation 3. Scandinavian Decay, alt cântec al lor, a fost folosit în jocul The Sims 2.
Numele Surferosa este luat dintr-o înregistrare a trupei Pixies.

## Memberii
- Mariann Thomassen, solistă și keytaristă
- Andy, sintetizator
- Henrik Gustavsen, Tobe
- Kjetil, chitară
- Ziggy, chitară bas

## Discografie
- To Russia with Love (EP) (2002)
- Neon Kommando (EP) (2002)
- This is Norway (aprilie 2002)
- Shanghai My Heart (martie 2003)
- Neon Commando (EP) (octombrie 2003)
- "Saturday Night" (single) (ianuarie 2004)
- "Lucky Lipstick" (single) (ianuarie 2004)
- "Satin Con Blonde" (single) (octombrie 2004)
- The Force (septembrie 2005)
- The Beat On The Street (aprilie 2008)